# Karl Federhofer
Karl Federhofer (Knittelfeld, Steiermark, 5 de julho de 1885 – Graz, 6 de novembro de 1960) foi um engenheiro civil austríaco. 
Estudou de 1903 a 1908 na Universidade Tecnológica de Graz, onde obteve um doutorado em 1909 orientado por Ferdinand Wittenbauer. Em 1913 obteve a habilitação na Universidade de Leoben, foi a partir de 1920 professor de mecânica na Universidade Técnica Alemã em Brno e em 1923 professor de mecânica geral, hidro e aeromecânica na Universidade Tecnológica de Graz. Em 1925-1926 foi decano da Faculdade de Engenharia Civil e em 1928-1929 reitor.
A partir de 1946 foi coeditor do Österreichisches Ingenieur-Archiv.

## Publicações selecionadas
- Graphische Kinematik und Kinetostatik des starren räumlichen Systems, Springer 1928
- Graphische Kinematik und Kinetostatik, Springer 1932 (Ergebnisse der Mathematik und ihrer Grenzgebiete)
- Dynamik des Bogenträgers und Kreisringes, Springer 1950
- Prüfungs- und Übungsaufgaben aus der Mechanik des Punktes und des starren Körpers, 3 Teile, Springer 1950, 1951
- Aufgaben aus der Hydromechanik, Springer 1954